# Diadumeno di Vaison
Il Diadumeno di Vaison è una scultura in marmo, a grandezza naturale, raffigurante un atleta e ritrovata nella città romana di Vaison-la-Romaine, nella Francia meridionale. Dal 1870, fa parte della collezione del British Museum.

## Storia
L'opera fu scoperta nel XIX secolo nel teatro romano di Vaison-la-Romaine, nel dipartimento di Vaucluse. Fu proposta al Museo del Louvre, che tuttavia la rifiutò a causa del prezzo esorbitante proposto. In seguito, fu acquistata dal British Museum nel 1870, dove tuttora è conservata.

## Descrizione
La scultura è parte di una serie di statue romane ritrovate in tutto il territorio dell'Impero, realizzate a partire da un unico modello, un originale bronzeo del 440 a.C. circa dello scultore Policleto. Il Diadumeno rappresenta il vincitore dei giochi sportivi, ancora nudo dopo aver disputato la gara e in procinto di allacciarsi la benda della vittoria attorno alla sua testa. La versione di Vaison è priva della mano sinistra e della tenia, ciononostante la si può considerare in buone condizioni. La statua presumibilmente era esposta in una posizione di rilievo all'interno del teatro, a dimostrazione della raffinatezza della romanità locale e della dedizione verso gli ideali dell'Antica Grecia.

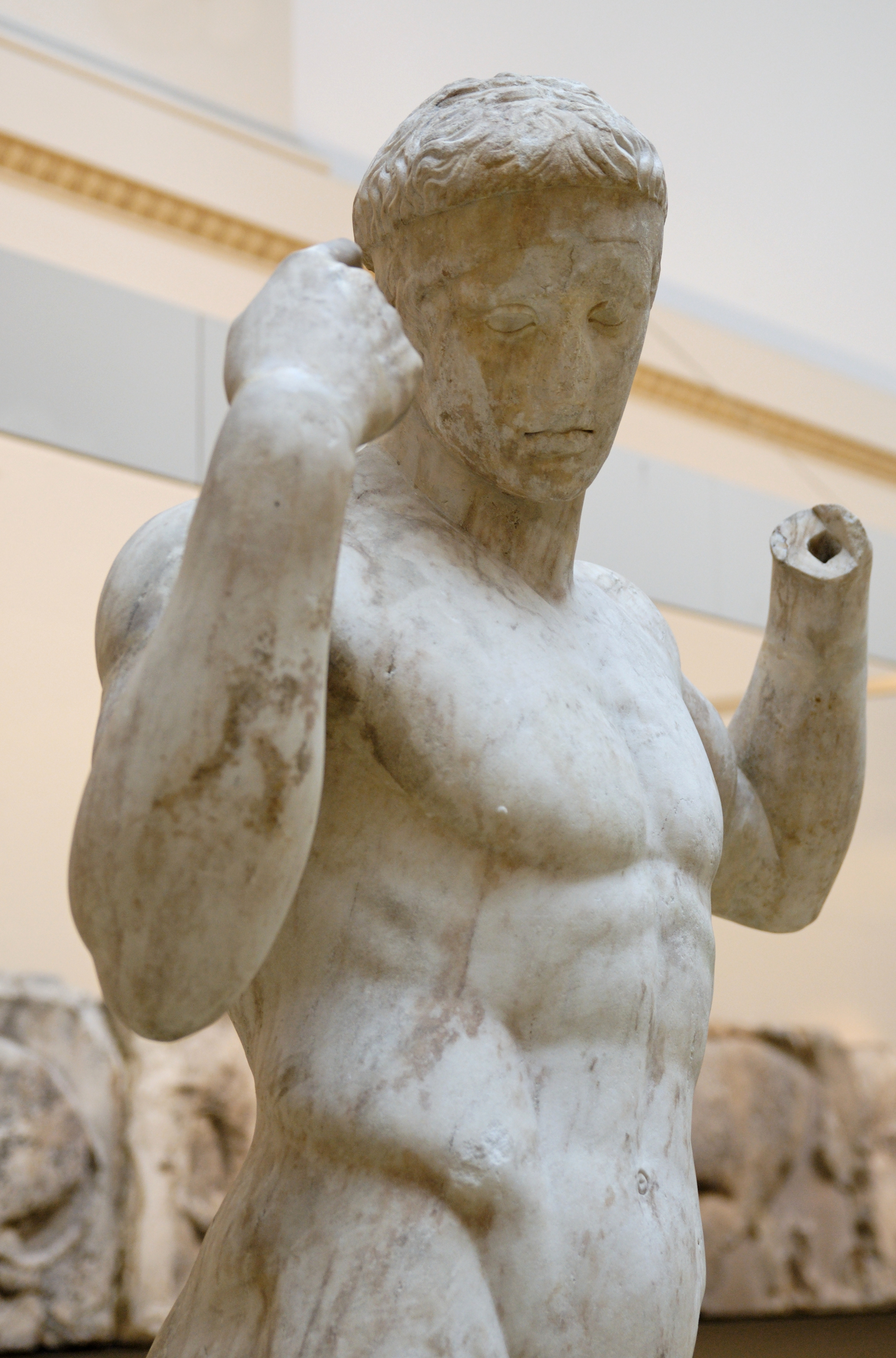
Parte superiore della statua
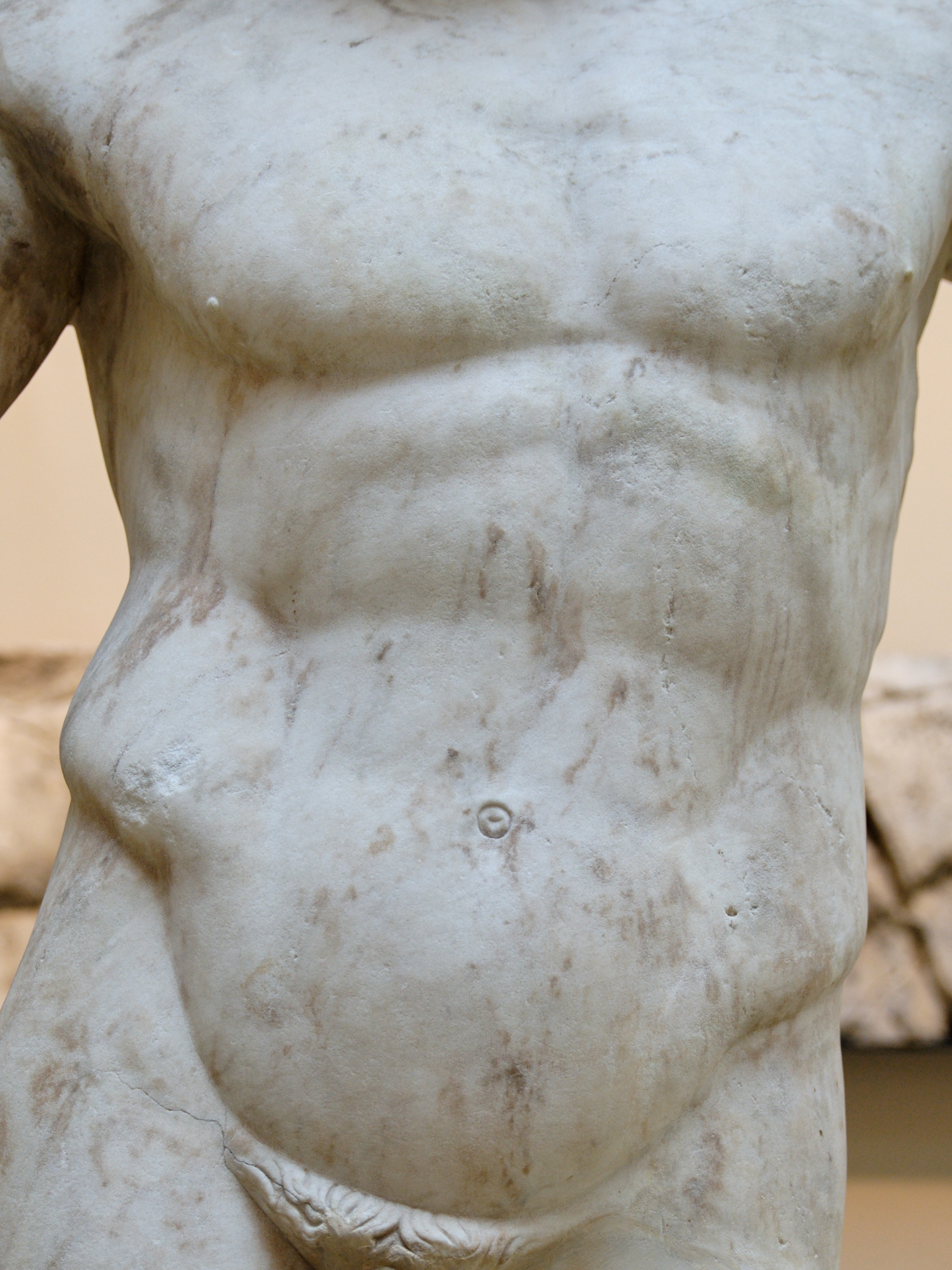
Primo piano del busto
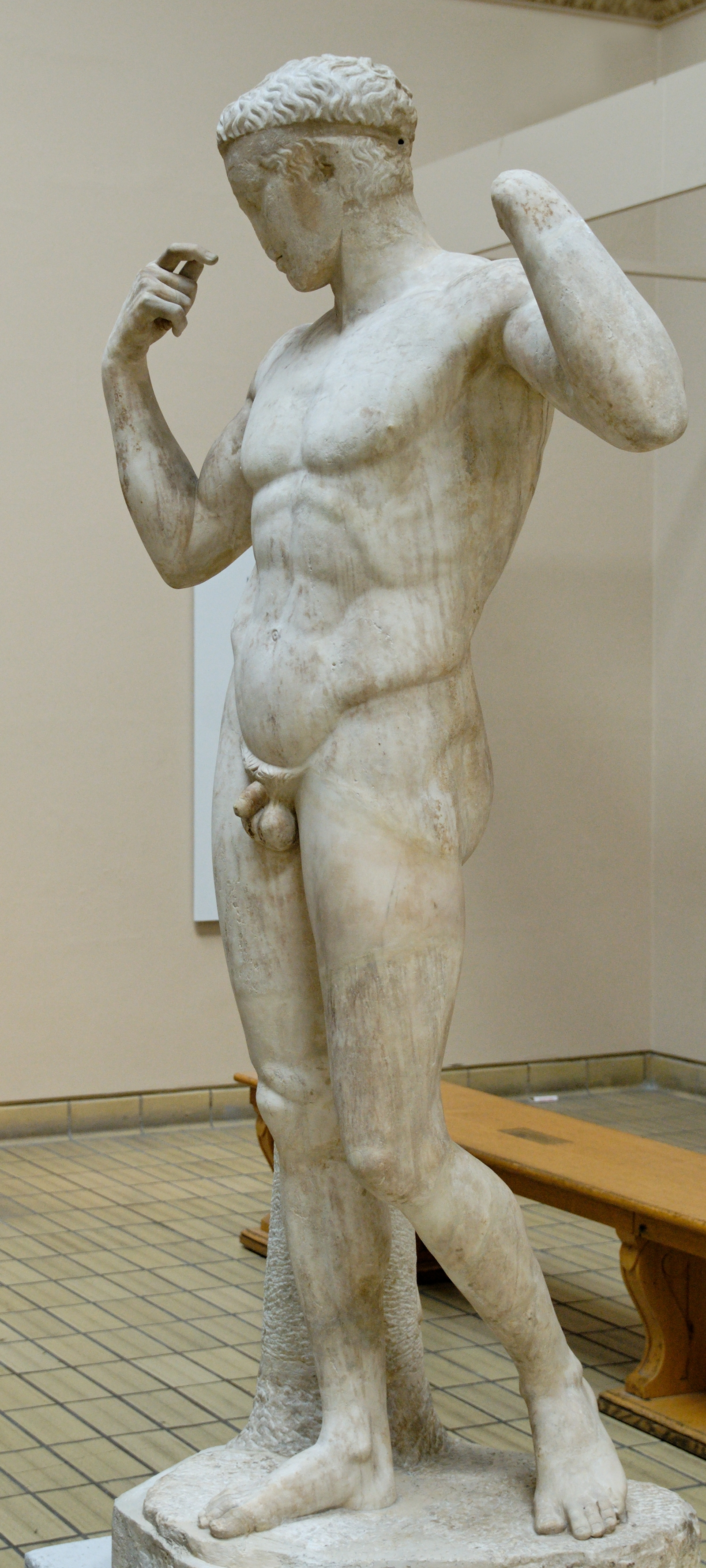
Immagine della statua da un'altra angolazione
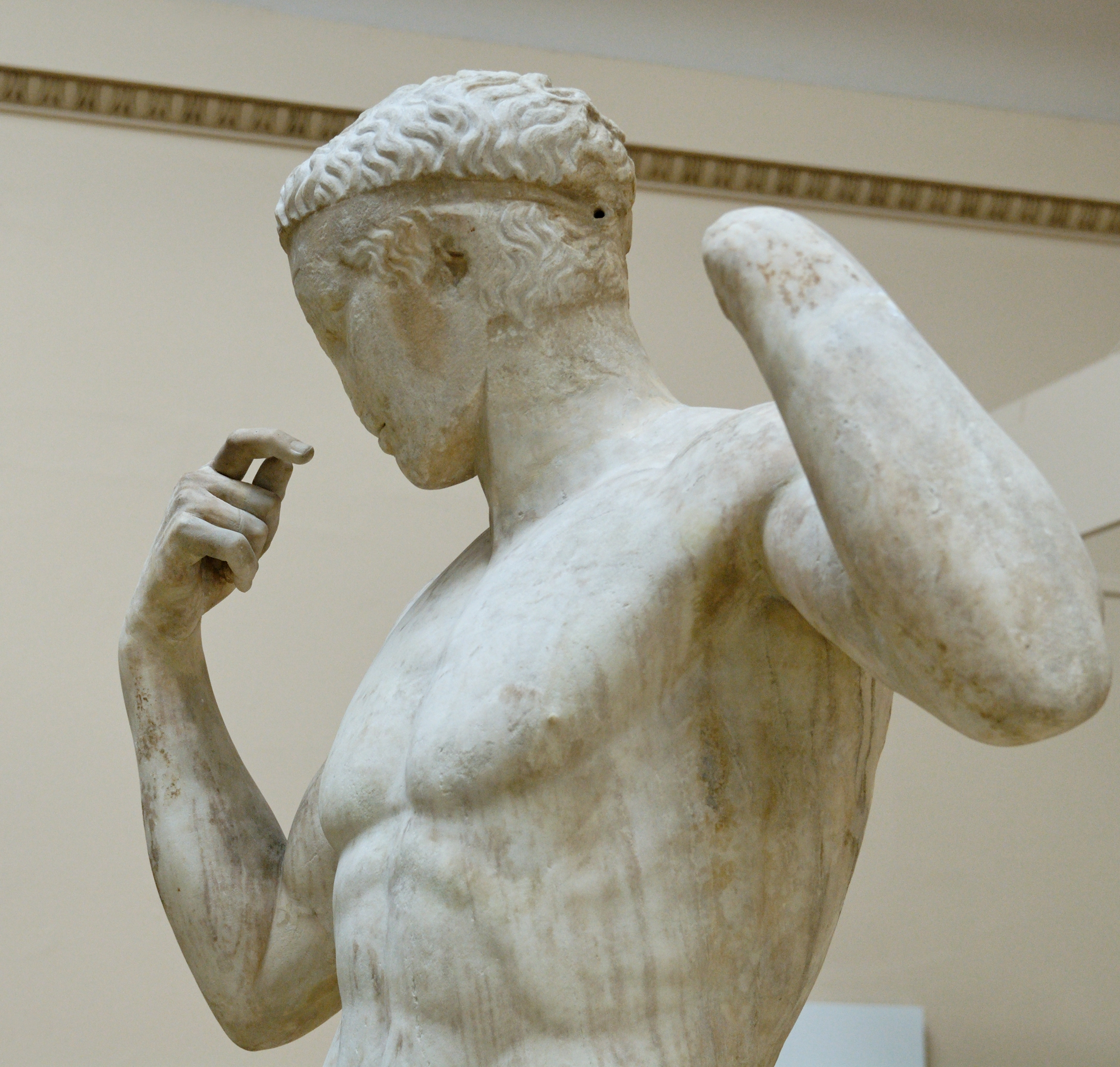
Altra angolazione della parte superiore della scultura